# یوتریپ
جوتریپ (به هلندی: Jutrijp) یک منطقهٔ مسکونی در هلند است که در سودوست-فریسلان واقع شده‌است. جوتریپ ۲۶۵ نفر جمعیت دارد.